# Манди, Карл Эптинг
Карл Эптинг Манди-младший (16 июля 1935 — 2 апреля 2014) — генерал, 30-й комендант корпуса морской пехоты США, член объединённого комитета начальников штабов с 1 июля 1991 до своей отставки 30 июня 1995 после 38 лет службы.
С 1996 по 2000 президент и главный исполнительный директор Объединённых организаций обслуживания вооружённых сил. Занимал пост президента фонда университета корпуса морской пехоты, также служил в советах директоров ряда организаций.

## Биография
Родился 16 июля 1935 в г. Атланта, штат Джорджия. Когда он был ребёнком, его семья часто переезжала с места на место и в итоге поселилась в г. Уэйнсвилль когда ему исполнилось 10 лет. Он закончил хай-скул Sidney Lanier в г. Монтгомери, штат Алабама. В возрасте 18 лет он поступил в резерв морской пехоты.
В декабре 1953 посещая колледж, Манди поступил в резерв корпуса морской пехоты и был записан на курсы командиров взвода морской пехоты. Он служил в 38-й специальной пехотной роте, г. Монтгомери, штат Алабама и поднялся в звании до сержанта. После окончания Обернского университета в июне 1957 Манди был произведён в чин второго лейтенанта. В дальнейшем он продолжил военное образование, окончив командный и генерально-штабной колледж и военно-морской колледж.
Он начал службу во 2-м полку 2-й дивизии морской пехоты, служил на борту авианосца Тарава (CV-40) и крейсера Little Rock (CLG-4), работал инструктором начальной школы и офицером отбора офицерских кадров в г. Роли, штат Северная Каролина. В 1966-67 Манди служил во Вьетнаме как офицер оперативного отдела и старший помощник командира в 3-м батальоне 26-го полка 3-й дивизии морской пехоты и офицер разведки штаба 3-го амфибийного отряда морской пехоты.
Основные назначения Манди после Вьетнамской войны:
- Адъютант помощника коменданта корпуса морской пехоты
- Инспектор-инструктор 4-й роты связи огня ВВс-флот, г. Майами, штат Флорида
- Командир 2-го батальона 4-го полка 3-й дивизии морской пехоты
- Офицер по планированию штаба корпуса морской пехоты
- Помощник начальника штаба по разведке 2-я дивизия морской пехоты
- Начальник штаба 6-й амфибийной бригады морской пехоты
- Командир 2-го полка 2-й дивизии морской пехоты, 36-го и 38-го амфибийных отрядов морской пехоты

После повышения в звании до бригадного генерала Манди служил на следующих постах:
- Начальник отдела по кадрам закупок, штаб корпуса морской пехоты
- Командир учебной десантной команды Атлантического флота США
- Командир 4-й амфибийной бригады
- Апрель 1986 — произведён в генерал-майоры
- Начальник оперативного отдела штаба корпуса морской пехоты
- Март 1988 — произведён в генерал-лейтенанты
- Заместитель начальника штаба корпуса морской пехоты по планированию, политике и операциям при делегате от штаба морской пехоты в объединённом комитете начальников штабов
- Командующий сил морской пехоты на атлантическом флоте, командующий 2-м экспедиционным корпусом морской пехоты, объединённым командованием ударных сил морской пехоты Атлантического океана, назначен командовать силами морской пехоты на флоте при возможном развёртывании его в Европе
- Произведён в генералы 1 июля 1991
- Комендант корпуса морской пехоты с 1 июля 1991 по 30 июня 1995

Выйдя в отставку работал в корпорации General Dynamics. Манди был женат, у него трое детей — два сына и дочь. Оба сына — офицеры корпуса морской пехоты, сны Карл Эптинг Манди-третий дослужился до генерал-майора.
31 октября 1993 в ходе программы «60 минут» канала CBS о недостатке производства в офицеры служащих, представляющих различные меньшинства в корпусе морской пехоты были процитированы слова генерала Манди: «Начёт военных умений надо отметить что офицеры из меньшинств стреляют хуже остальных офицеров. Они также хуже плавают. Если вы дадите им компас и заставите пройти через дикую местность ночью в ходе учения по ориентированию на земле они также окажутся хуже». Манди также стяжал репутацию тупицы. Хотя возможно он стал жертвой «избирательного редактирования». Он извинился за все обиды, которые «могли быть найдены» в его высказываниях. Согласно газете The Times в ходе празднования в 1993 годовщины битвы за Иводзиму, Манди, вспоминая Айру Хейза сказал:

«Если бы Айра Хейз был сегодня здесь… я бы сказал ему, что если у кого-то появится впечатление от моей речи, что я считаю, что некоторые морские пехотинцы… из-за их цвета… не такие способные, как другие морские пехотинцы… то этих мыслей не было в моём разуме… и этих мыслей не было у меня в сердце»
Оригинальный текст (англ.)«Were Ira Hayes here today ... I would tell him that although my words on another occasion have given the impression that I believe some Marines ... because of their color ... are not as capable as other Marines ... that those were not the thoughts of my mind ... and that they are not the thoughts of my heart.»

— 
Манди выпустил в 1993 приказ о сокращении (и в итоге об отмене) категории набора рекрутов для женатых морских пехотинцев, приказ был отменён в связи с общественными протестами.

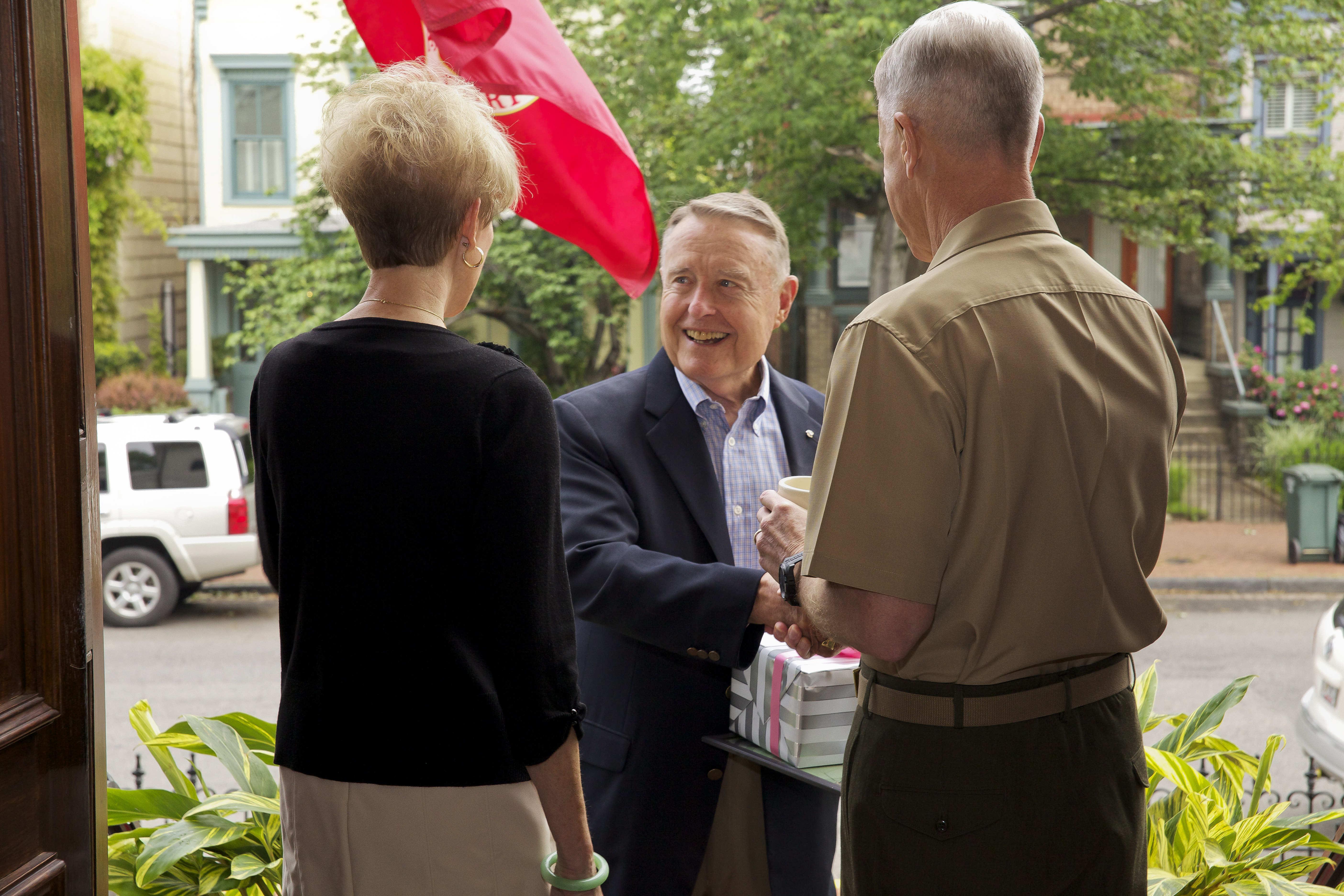
Манди в мае 2013 на встрече с текущим комендантом корпуса Амосом и его супругой

Манди подписал открытое письмо президенту Бараку Обаме и членам конгресса выражая поддержку закону 1993 (также известному как «Не спрашивай, не говори» согласно которому открытые геи не могут служить в вооружённых силах. В письме говорится в частности: «Мы полагаем что возлагать такое бремя на наших женщин и мужчин в форме равносильно подрыву набора и сохранения личного состава, влияния руководства во всех звеньях, вредно повлияет на готовность родителей отправлять своих сыновей и дочерей на военную службу и в итоге сломает добровольческие силы». Тем не менее, Манди в отличие от 34-го коменданта генерала Джеймса Т. Конвея заявил что в случае отмены ограничений в войсках не должна применяться сегрегация. Манди сказал, что для человека заявить «Я — гей» то же самое что заявить «Я- куклуксклановец, нацист, насильник».
Манди скончался от рака (карцинома клеток Меркеля) в своём доме в г. Алегзандрия, штат Виргиния 2 апреля 2014 в возрасте 78 лет
.

## Награды
|  |                                                         |  |                                       |
|  |                                                         |  |                                       |
|  |                                                         |  |                                       |
|  |                                                         |  |                                       |
|  |                                                         |  | Бронзовая звезда за службу            |
|  | Бронзовая звезда за службу · Бронзовая звезда за службу |  | Золотая звезда повторного награждения |
|  |                                                         |  |                                       |
|  |                                                         |  |                                       |

| Marine Corps Parachutist badge |                                                                     |                                                                        |                                                    |                                                                         |                                                    |                                                    |                                                    |                                                    |                                                    |                                                    |                                                    |                                                    |                                                          |
| 1-й ряд                        | Медаль Министерства обороны «За выдающуюся службу»                  | Медаль Министерства обороны «За выдающуюся службу»                     | Медаль Министерства обороны «За выдающуюся службу» | Медаль Министерства обороны «За выдающуюся службу»                      | Медаль Министерства обороны «За выдающуюся службу» | Медаль Министерства обороны «За выдающуюся службу» | Медаль Министерства обороны «За выдающуюся службу» | Медаль Министерства обороны «За выдающуюся службу» | Медаль Министерства обороны «За выдающуюся службу» | Медаль Министерства обороны «За выдающуюся службу» | Медаль Министерства обороны «За выдающуюся службу» | Медаль Министерства обороны «За выдающуюся службу» | Office of the Joint Chiefs of Staff Identification Badge |
| 2-й ряд                        | Медаль «За выдающуюся службу» (ВМС США)                             | Медаль «За выдающиеся заслуги»                                         | Медаль «За выдающуюся службу» (ВВС США)            | Coast Guard Distinguished Service Medal                                 |                                                    |                                                    |                                                    |                                                    |                                                    |                                                    |                                                    |                                                    | Office of the Joint Chiefs of Staff Identification Badge |
| 3-й ряд                        | Орден «Легион почёта»                                               | Бронзовая звезда с литерой «V»                                         | Пурпурное сердце                                   | Похвальная медаль ВМС с литерой «V» и со звездой повторного награждения |                                                    |                                                    |                                                    |                                                    |                                                    |                                                    |                                                    |                                                    | Office of the Joint Chiefs of Staff Identification Badge |
| 4-й ряд                        | Боевая ленточка                                                     | Президентская благодарность подразделению (ВМС)                        | Благодарность части Военно-морского флота          | Медаль за службу национальной обороне со звездой повторного награждения |                                                    |                                                    |                                                    |                                                    |                                                    |                                                    |                                                    |                                                    | Office of the Joint Chiefs of Staff Identification Badge |
| 5-й ряд                        | Armed Forces Expeditionary Medal                                    | Медаль «За службу во Вьетнаме» с двумя звёздами повторного награждения | Sea Service Ribbon                                 | Крест «За храбрость» (Южный Вьетнам) (Южный Вьетнам) с золотой звездой  |                                                    |                                                    |                                                    |                                                    |                                                    |                                                    |                                                    |                                                    | Office of the Joint Chiefs of Staff Identification Badge |
| 6-й ряд                        | Крест «За храбрость» (Южный Вьетнам) для подразделения              | Colombian Distinguished Service                                        | Cruces del Mérito Naval (Испания)                  | командор French ордена Почётного легиона                                |                                                    |                                                    |                                                    |                                                    |                                                    |                                                    |                                                    |                                                    | Office of the Joint Chiefs of Staff Identification Badge |
| 7-й ряд                        | Каавалер Большого креста ордена Освободителя Сан-Мартина, Аргентина | Кавалер Большого креста Орден Заслуг, Норвегия                         | Decoration of Merit, Нидерланды                    | Медаль вьетнамской кампании (Южный Вьетнам)                             |                                                    |                                                    |                                                    |                                                    |                                                    |                                                    |                                                    |                                                    | Office of the Joint Chiefs of Staff Identification Badge |